# 茲布魯奇河

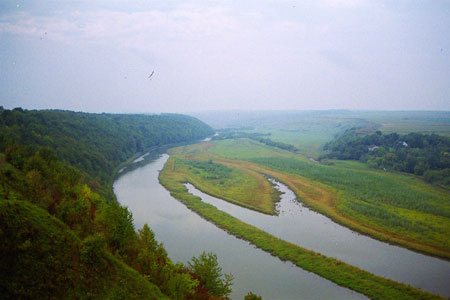

茲布魯奇河（羅馬化：Zbruch）是烏克蘭的河流，位於該國西部捷爾諾波爾州和赫梅利尼茨基州交界處，屬於德涅斯特河的左支流，河道全長244公里，流域面積3,395平方公里，河水主要來自融雪和雨水。
49°32′56″N 26°10′37″E / 49.549°N 26.177°E

## 外部連結
- （波兰語） Zbrucz in the Geographical Dictionary of the Kingdom of Poland (1895)
- （乌克兰語） Kundys,M. Zbruch - a river of unity. "Nove zhyttya". June 10, 1989 (website of "Podilski Tovtry" National Park （页面存档备份，存于）